# Lost Tapes
Lost Tapes — второй мини-альбом российского и испанского хип-хоп-исполнителя kizaru совместно с битмейкером BMB Spacekid, выпущенный 6 февраля 2018 года на лейбле Paramira. В мини-альбом вошли невыпущенные треки и старые, в которых было улучшено звучание.

## Список треков
| №  | Название                                         | Длительность |
| -- | ------------------------------------------------ | ------------ |
| 1. | «2г в блант (Extended Version)»                  | 3:19         |
| 2. | «Интерлюдия»                                     | 4:20         |
| 3. | «В фильме (2013)»                                | 3:35         |
| 4. | «Ровный криминал» (при уч. Tot Cuba)             | 3:01         |
| 5. | «Траафтверк» (при уч. Thefaded)                  | 2:30         |
| 6. | «В фильме (Remix)» (при уч. СпэйсКид & Jc Dizzy) | 3:52         |